# Політичний рейтинг
Політичний рейтинг — результат рейтингового електорального дослідження, що виявляє шанси на парламентських чи президентських виборах певних кандидатів та політичних партій на різних етапах виборчої кампанії. Свою політичні рейтинги отримали від засадничого поняття рейтинг, який найчастіше розглядається як "числовий показник рівня діяльності установи чи окремої особи, обґрунтовується підсумками голосування, соціологічного опитування, анкетування".
Політичні рейтинги дають інформацію для розробки прогнозів виборчої активності і результатів голосування. На відміну від базових способів дослідження електоральної ситуації, які переважно проводяться штабами кандидатів для розробки стратегії і тактики певного суб’єкту виборчого процесу, і є ексклюзивними, дослідження політичних рейтингів дуже часто проводяться на замовлення ЗМІ чи публікуються в ЗМІ, і рейтингові результати стають надбанням широкої громадськості.

## Види
В електоральній соціології розрізняють такі види рейтингів:
1. Рейтинг інформованості — частка виборців країни чи певного округу, яка інформована про особу чи діяльність певного політичного діяча чи політичну організацію.
2. Рейтинг довіри — оцінка виборців країни, регіону чи виборчого округу рівня довіри до певного політичного діяча чи певної політичної організації.
3. Рейтинг впливовості — оцінка міри впливу певного політика чи політичної організації на прийняття рішень виконавчої чи законодавчої влади.
4. Рейтинг привабливості (вибору) — частка виборців країни чи певного  округу, яка готова віддати свій голос за певного політика чи політичну  організацію (партію, рух, об’єднання, виборчий блок тощо) на момент опитування.

## Методологічні особливості
Конструювання політичних рейтингів має ряд важливих методологічних особливостей. Вимірювання, як правило, ґрунтується на основі одного питання. У випадках де їх більше, побудова індексів здійснюється досить простими методами. Більш складні схеми вимірювання використовуються рідко. Головним інструментом, на яких воно ґрунтується, є опитування  – масові чи експертні.
В анкетах масових опитувань концепт «політичний успіх» не використовується через високий ступінь абстракції, тому дослідники включають питання про  «довіру», «підтримку дій», «симпатію». Шкала — 3 або 5 пунктів. Відбір компетентних респондентів можна здійснити за допомогою попередніх питань фільтрів, але такий підхід практично не використовується через обмеженість вибірки та принцип загального виборчого права. Саме цей принцип через некомпетентність респондентів робить нестабільними відповіді та негативно впливає на надійність вимірювання.
Другим важливим джерелом інформації для побудови рейтингів є експертні опитування. Специфікою та водночас перевагою є можливість використання у питаннях весь спектр концептів. Крім того, експерти можуть не тільки оцінювати теперішнє політика, а й враховувати минулі успіхи та можливі перспективи. Це дає змогу будувати складніші та змістовніші оцінки, ніж звичайні рейтинги.

## Застороги у використані
Хоча електральною соціологією декларується надавати суб’єктам виборчого процесу та громадськості об'єктивну інформацію про політичні рейтинги під час перебігу виборчої кампанії, короткостроковий і середньо-строковий прогноз результатів голосування. Але, зважаючи на широке розповсюдження і високий рівень нерозуміння населенням в Україні походженням цих даних, виникає принципова можливість для ідеологічного фальшування в потрібному напрямку результатів дослідження політичних рейтингів для маніпулювання громадською думкою. Звичайно, професійні соціологи навряд чи вдаватимуться до подібних методів політичних технологій, оскільки вони є профанацією науки і можуть безповоротно спаплюжити їхню академічну репутацію. Однак авантюристам в такому випадку нескладно прикритися якимсь соціологічним брендом і видавати під ним результати своїх рейтингових квазідосліджень.
Так показовим є скандал, що розгорівся в період парламентської виборчої кампанії 2012 року навколо Наталії Королевської та її партії "Україна - Вперед!". З боку цієї політичної сили на адресу деяких соціологічних служб (зокрема, фонду "Демократичні ініціативи" та Київського міжнародного інституту соціології) був поданий судовий позов щодо розповсюдження навмисно недостовірних даних про рейтинг партії "Україна - Вперед!" з вимогою заборонити публікувати цим службам будь-які подальші результати щодо неї.
У відповідь Соціологічна асоціація України у своїй заяві прореагувала на випад Королевської, висловивши здивування ситуацією та неприпустимість прирівнювання соціології до одного лиш опитування громадської думки. Також асоціація вказала на ряд сумнівних компаній, за соцопитуваннями яких партія "Україна - Вперед!" проходила в парламент (зокрема, "Нью Імідж Маркетинг Груп", Студія комунікацій "Politlab", Агентство соціальних комунікацій).
В результаті партія "Україна - Вперед!" набрала лише 1.58% і не пройшла до Верхоної Ради, а судовий позов Королевської був нею відізваний.